# Manade Saint-Gabriel
La manade Saint-Gabriel est un élevage de taureaux de Camargue, fondé en 1987 par Louis Nicollin. Ses pâturages se trouvent sur la commune de Marsillargues, dans le département de l'Hérault, en région Languedoc-Roussillon. Son nom provient du mas Saint-Gabriel, dont Nicollin est le propriétaire. Les couleurs de sa devise sont le rouge, le blanc et le noir.

## Historique
Louis Nicollin achète le mas Saint-Gabriel, en 1987, afin de réaliser son rêve: élever des taureaux de Camargue. Son bétail se compose de bêtes achetés auprès de trois manadiers: Laurent, Cuillié et Rouquette. Dix ans plus tard, il achète des bêtes aux manades Margé et Joncas. La même année, il achète la devise rouge et verte, ainsi que la totalité de ses terres, à Jean Lafont. Ce dernier lui fait promettre de ne jamais croiser les bêtes, d'origine Combet-Granon, avec celles de sa première devise. 
En 2006, la manade est frappée par de nombreux cas de tuberculose, et Louis Nicollin est contraint de faire abattre la totalité de sa manade. Il achète des bêtes aux manadiers Janin et Cuillé. Fidèle à la promesse qu'il a fait à Lafont, Nicollin ne croise pas les bêtes de la devise rouge et verte, dont il est le propriétaire, avec son nouveau bétail. En 2015 Louis Nicollin regroupe sous la même appellation les manades Saint Gabriel et Nicollin, qui deviennent Manade Louis Nicollin, le tout sans mélanger les deux manades, promesse qu'avait faite Louis Nicollin à Jean Lafont.

## Palmarès
- Biòu de l'Avenir : Intrépide en 2000[1].
- Cocardière d'Or: Frégate en 2006[4]